# 尤霍·文诺拉
尤霍·海基·文诺拉（芬蘭語：Juho  Heikki Vennola，1872年6月19日—1938年12月3日），芬兰政治家及芬兰总理。他曾在赫尔辛基大学担任国民经济教授，也当选为芬兰议会议员，并担任过两次芬兰总理。他所属的党派为芬兰民族进步党。